# Microrégion d'Euclides da Cunha
Pour les articles homonymes, voir Microrégion et Euclides da Cunha.
 (février 2025).
Si vous disposez d'ouvrages ou d'articles de référence ou si vous connaissez des sites web de qualité traitant du thème abordé ici, merci de compléter l'article en donnant les références utiles à sa vérifiabilité et en les liant à la section « Notes et références ».
La microrégion d'Euclides da Cunha est l'une des six microrégions qui subdivisent le nord-est de l'État de Bahia au Brésil.
Elle comporte 9 municipalités qui regroupaient 305 605 habitants en 2006 pour une superficie totale de 19 505 km2.

## Municipalités[1]
- Cansanção
- Canudos
- Euclides da Cunha
- Monte Santo
- Nordestina
- Queimadas
- Quijingue
- Tucano
- Uauá